# 서울호텔관광직업전문학교
서울호텔관광직업전문학교(서울호텔觀光職業專門學校, Seoul Hotel & Tourism Vocational College)는 대한민국 서울특별시 서대문구에 위치한 직업전문학교이다. 전문학사 과정에 준하는 교육을 실시한다.
국문 약칭으로 서호관(서호觀)을, 영문 약칭으로 SHVC를 사용하고 있다.

## 연혁
- 2010년 3월 5일 서울호텔관광직업전문학교 설립

## 교육편제
- 호텔조리 전공
- 호텔제과제빵 전공 (제과제빵, 카페디저트)
- 관광식음료 전공 (커피바리스타, 와인소믈리에)
- 호텔관광경영 전공 (호텔경영, 관광경영)

대부분 호텔에서 입사 조건으로 2년제 전문대학 졸업자를 채용하지만 식음료부서의 경우는 전문대가 아닌 전문학교를 졸업 후 입사하는 경우도 많다

## 같이 보기
- 모두투어